# Nils L. Wallin
Nils Lennart Wallin, född 11 mars 1924 i Östersund, död 22 november 2002 i Florens, var en svensk musikchef och musikvetare.

## Biografi
Nils L. Wallin fick sin utbildning bland annat vid Schola Cantorum i Basel. Han var kritiker i Aftontidningen 1946–1953. Wallin blev filosofie licentiat vid Uppsala universitet 1953, och filosofie doktor vid Göteborgs universitet 1982 på avhandlingen Den musikaliska hjärnan. Han var rektor för Folkliga musikskolan (Ingesund) i Arvika 1953–1965, direktör för Rikskonserter 1963–1970 samt konserthuschef och verkställande direktör för Konsertföreningen i Stockholm 1970–1976.

## Priser och utmärkelser
- 1963 – Ledamot nr 709 av Kungliga Musikaliska Akademien
- 1965 – Spelmannen